# Muse
Muse es una banda de rock formada en 1994 en Teignmouth, Devon (Inglaterra). Desde su formación, sus integrantes son: Matt Bellamy (voz, guitarra, piano, composición), Christopher Wolstenholme (bajo, coros) y Dominic Howard (batería, percusión).
La banda es conocida por sus extravagantes espectáculos en vivo, por fusionar el rock con otros géneros musicales, y por sus temáticas de conspiración global, revoluciones, vida extraterrestre, apocalipsis y existencialismo, entre otras cosas.
Hasta el día de hoy, Muse ha lanzado nueve álbumes de estudio: Showbiz (1999), Origin of Symmetry (2001), Absolution (2003), Black Holes and Revelations (2006), The Resistance (2009), The 2nd Law (2012), Drones (2015), Simulation Theory (2018) y Will of the People (2022). También han publicado tres álbumes en vivo: Hullabaloo Soundtrack (2001), el cual también contiene una compilación de lados B; HAARP (2008), que documenta las presentaciones de la banda en el Estadio de Wembley en 2007; Live at Rome Olympic Stadium (2013), una presentación ante más de 60.000 personas en el Estadio Olímpico de Roma; Simulation Theory film filmado en agosto de 2019 en el O2 Arena de Londres y estrenado un año más tarde en cines IMAX.
Muse han ganado diversos premios, incluyendo dos Premios Grammy por "Mejor Álbum de Rock" por The Resistance (2011) y Drones (2016). A fecha de 2022, han vendido más de 30 millones de álbumes en todo el mundo.

## Historia

### Formación y primeros años (1992-1997)
Los miembros de Muse se desempeñaron en diferentes bandas durante sus estudios a principios de 1990. Dominic Howard tocaba en Gothic Plague, una banda que hacía versiones de bandas de grunge del momento, como Nirvana. Por aquel entonces, Matt Bellamy tocaba en una banda llamada Carnage Mayhem, que hacía versiones de canciones de Michael Jackson y de otros actos de pop y funk. Para diciembre de 1992, Bellamy abandonó su banda por pensar que «no era tan cool como la de Dominic». Al mismo tiempo, el guitarrista de Gothic Plague había abandonado, por lo que Howard, que conocía las habilidades de Matt, le pidió incorporarse a su banda. Tiempo después, Bellamy comenzó a introducir canciones escritas por él, algo que no fue del agrado de los demás miembros, quienes no tenían tanto interés en la música y fueron abandonando poco a poco. Por un tiempo, la banda estaba formada únicamente por Bellamy y Howard, hasta que un día le pidieron a Christopher Wolstenholme (baterista en Fixed Penalty) que aprendiera a tocar el bajo para unírseles. Wolstenholme aceptó.

En 1994, bajo el nombre Rocket Baby Dolls y con una imagen goth/glam, ganó una competición musical llamada "Battle of the Bands". El grupo, que creía que el concepto de "batallar" entre bandas musicales era ridículo, terminó la actuación destrozando sus equipos. «Se suponía que iba a ser una protesta, una declaración», dijo Bellamy, «así que, cuando realmente ganamos, fue una verdadera sorpresa. Una enorme conmoción. Después de eso comenzamos a tomarnos en serio a nosotros mismos». Poco después, los tres decidieron renunciar a la universidad, dejar sus puestos de trabajo, alejarse de Teignmouth, y cambiar el nombre de la banda a Muse.

Logotipo de Muse.

Bellamy relata que la idea para el nombre de la banda provino de su profesor de Arte, quien comentó que parecía que hubiera una musa en el aire inspirando a tantas nuevas bandas en el pueblo. Al grupo le gustó el concepto, y el hecho de que la palabra fuera tan corta y apareciera más grande en los carteles. Según el periodista musical Mark Beaumont, la banda quería que el nombre reflejara «la sensación que tenía Matt de que, de algún modo, había 'invocado' a este grupo, al igual que los médiums invocan espíritus inspiradores en tiempos de necesidad.»

### Primeros EP yShowbiz(1997-2000)
Después de unos pocos años construyendo una base de seguidores, Muse realizó sus primeros conciertos en Londres y Mánchester. La banda tuvo una importante reunión con Dennis Smith, dueño de Sawmills Studio, un estudio situado en un antiguo molino de agua en Cornwall. Esta reunión dio lugar a su primera grabación y al lanzamiento de su primer EP, con una portada diseñada por Howard. Su segundo EP, Muscle Museum, llegó al número tres en la lista de sencillos indie del Reino Unido y atrajo la atención del locutor de radio británico Steve Lamac, así como de la publicación semanal de música NME. Gerard Way presentó a la banda a Safta Jaffery, con quien recientemente había iniciado el sello Taste Media. Muse firmaron con Smith y con Jaffery, con quienes más adelante grabaron sus tres primeros álbumes, Showbiz, Origin of Symmetry y Absolution.
A pesar del éxito de su segundo EP, las compañías discográficas británicas se mostraron reticentes a contratar a Muse. Fue después de un viaje al Festival CMJ de Nueva York, un sello discográfico de Estados Unidos los llevó a Los Ángeles para mostrarlos. Nanci Walker, entonces Sra. Directora de A&R de Columbia Records, llevó a Muse a los Estados Unidos para presentarse ante el entonces Vicepresidente Sénior de A&R de Columbia, Tim Devine, así como al productor estadounidense Rick Rubin. Fue durante este viaje, el 24 de diciembre de 1998, cuando Muse firmó un acuerdo con Maverick Records. A su regreso de América, Taste Media arregló contratos de Muse con diversos sellos discográficos en Europa y Australia, lo cual les permitió mantener el control sobre su carrera en los distintos países.
John Leckie produjo el primer disco de la banda, Showbiz. El álbum fue grabado en RAK Studios y Samwills Studio, y se lanzó el 7 de septiembre de 1999. El álbum mostraba las raíces y primeras influencias musicales de la banda, como The Smashing Pumpkins. Es principalmente un álbum de rock alternativo melancólico, con influencias del rock espacial, la música clásica y el blues. Las canciones, escritas por Bellamy a la edad de 18-19 años, hacían referencia a las relaciones humanas, a los conflictos personales, y a las dificultades que habían encontrado al tratar de establecerse en Teignmouth. El alcalde de Teignmouth, ofendido por las críticas al pueblo en temas como «Muscle Museum» y «Falling Down», fue fotografiado lanzando el disco a la basura.
Se lanzaron cinco sencillos: «Uno», «Cave», «Muscle Museum», «Sunburn» y «Unintended». El lanzamiento de este álbum fue seguido por giras como teloneros de Red Hot Chili Peppers y Foo Fighters en los Estados Unidos.
El álbum recibió críticas mixtas, siendo a menudo llamados "una versión más agresiva de Radiohead". Esto se debía en gran parte a la similitud de las voces de Bellamy y Thom Yorke (ambos inspirados por Jeff Buckley), así como al trabajo de John Leckie, quien también produjo «The Bends».

### Origin of SymmetryyHullabaloo(2001-2002)
El segundo álbum de la banda, Origin of Symmetry, nuevamente producido por Leckie, presentaba un sonido más pesado y oscuro, con el bajo distorsionado o sintetizado, y una técnica vocal mucho más agresiva. La experiencia de la gira de Showbiz hizo que la banda quisiera trasladar su caótica energía al tocar en directo al estudio, esta vez sin miedo a sobrepasarse y dando rienda suelta a su imaginación. La banda experimentó con instrumentos poco ortodoxos, como el órgano de iglesia, el mellotron, uñas de llama y huesos de animales. El piano cobró mucho más protagonismo, inspirado en pianistas románticos y posrománticos, especialmente los rusos Tchaikovski y Rajmáninov. Bellamy también citó como influencias a Jimi Hendrix y a Tom Morello (de Audioslave y Rage Against the Machine), este último evidente en las canciones más basadas en riffs, y en el extensivo uso del cambio de tono en los solos de guitarra. El disco también contiene una versión de «Feeling Good», de Anthony Newley y Leslie Bricusse.
El concepto tras el álbum procede del libro «Hyperspace» del físico teórico Michio Kaku, el cual reflexiona sobre el descubrimiento de la supersimetría. Bellamy explicó: "Todo el mundo está escribiendo acerca del origen de la vida, por lo que ahora comenzarán a preguntarse sobre el origen de la simetría. Hay una cierta estabilidad en el Universo, y descubrir de dónde se origina sería como averiguar si Dios existe".
Maverick no se vio muy a gusto con el estilo vocal de Bellamy en el álbum, ya que se salía de la norma del rock de la época y lo consideraban poco amigable para la radio, por lo que le pidieron a la banda cambiar algunas de las canciones antes de lanzar el álbum en Estados Unidos. Muse se negó y abandonó el sello discográfico. A cambio, Maverick tomó la decisión de no publicar Origin of Symmetry en los Estados Unidos. No fue hasta 2005, después de que Muse firmara con Warner Bros. Records, que el disco se logró publicar en dicho país.
Por otra parte, el material contó con una buena recepción crítica. Tyler Fisher de Sputnikmusic le dio cinco de cinco estrellas y comentó que es un disco «agresivo y virtuoso». Por su parte, Roger Morton de NME declaró que «es asombroso que una banda tan joven esté cargada con una herencia que incluye las visiones más oscuras de Cobain y Kafka, Mahler y The Tiger Lillies, Cronenberg y Schoenberg, y crear un atractivo álbum populista».
Después de Origin of Symmetry, Muse lanzó Hullabaloo Soundtrack, un DVD de su actuación en vivo en Le Zenith, en París, en octubre de 2001. Un disco doble fue lanzado al mismo tiempo, el cual contiene una recopilación de canciones "cara b" y grabaciones del concierto antes mencionado. También editaron un doble sencillo para promocionar Hullabaloo, que contiene las canciones «In Your World» y «Dead Star».

### Absolution(2002-2005)
Después de grabar en Estados Unidos y el Reino Unido durante 2002 y 2003, Muse lanzó su tercer álbum de estudio, Absolution, en septiembre de 2003. Producido por Rich Costey, Paul Reeve y John Cornfield, Muse continuó mezclando influencias clásicas («Butterflies and Hurricanes») con un estilo más pesado («Stockholm Syndrome», «The Small Print»). El disco, escrito en el contexto de los atentados del 11 de septiembre de 2001 y el inicio de la guerra de Irak, hace referencia a un tema general: las cosas llegando a su fin y las reacciones a esta situación.
Asimismo, los constantes problemas con las discográficas no hacían más que añadir estrés y confusión a la banda. Durante el proceso de grabación, Bellamy, quien admitió haber caído en una espiral de paranoia y teorías conspirativas, comenzó a sufrir pesadillas y cambios de humor violentos. "El álbum pasaba de ser la música más asombrosa que había escuchado en mi vida a ser la mierda más ridícula que había escuchado en cuestión de un par de minutos. Estaba oscilando entre los extremos de la duda y la absoluta confianza."

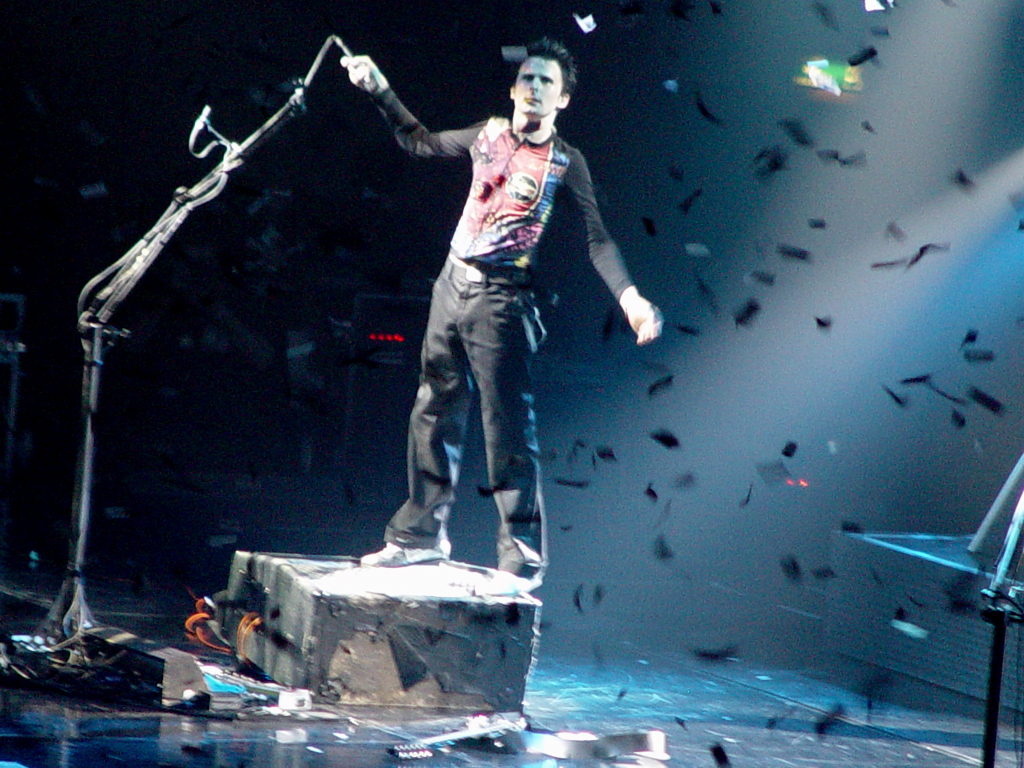
Matt Bellamy en una actuación en 2003

Absolution recibió una buena recepción comercial; debutó en el primer puesto en el Reino Unido, convirtiéndolo en el primer número uno de la banda en su país. También consiguió entrar en las listas de los primeros 10 en países como Francia, Italia, Austria o Suiza. El primer sencillo del disco, «Time Is Running Out», alcanzó el puesto número ocho en la lista UK Singles Chart, mientras que «Hysteria», «Sing for Absolution» y «Butterflies & Hurricanes» consiguieron entrar dentro de las primeras 20 posiciones. Para promocionar el disco, extrajeron otros dos sencillos, «Stockholm Syndrome» y «Apocalypse Please». El material logró la certificación de tres discos de platino por parte de la Industria Fonográfica Británica, mientras que en Canadá y los Estados Unidos lo acreditaron con un disco de oro. Absolution también obtuvo una muy buena respuesta por parte de los críticos musicales. Andrew Future de Drowned In Sound dijo que «con su tercer álbum de estudio, han creado una obra verdaderamente elemental», mientras que Alan Ranta de Tiny Mix Tapes comentó que «es una emocional, filosófica, sofisticada, poética y hermosa pieza de rock que hace a esto patético planeta orgulloso».
Habiendo recibido la aprobación cuasi unánime de la crítica británica, y junto a la discográfica Warner Music Group, Muse llevó a cabo su primera gira internacional en estadios, actuando en Australia, Nueva Zelanda, Canadá y Francia. La banda tocó como cabeza de cartel en el Festival de Glastonbury en junio de 2004. Pocas horas después del concierto, el padre del baterista Dominic Howard, quien había asistido al festival, falleció de un ataque cardíaco. Matt declaró respecto a ello: «Fue casi surrealista que una hora más tarde muriera su padre. Costaba de creer. Pasamos cerca de una semana con Dom tratando de apoyarlo. Creo que estaba feliz de que al menos su padre llegó a verlo en lo que para ese tiempo probablemente fue el mejor momento de la trayectoria de la banda». Muse continuó con una gira enormemente exitosa, principalmente por los Estados Unidos, hasta mediados de 2005. El 2 de julio de ese año, participaron en el concierto Live 8, en su edición parisina.
El grupo recibió varios premios y nominaciones, entre ellos el premio al «Mejor Álbum» en los Kerrang! Awards de 2004. También ganaron en las categorías «Mejor Artista Alternativo» y «Mejor Artista Inglés e Irlandés» en los MTV Europe Music Awards. Resultaron ganadores en la categoría «Mejor Actuación en Vivo» en los Brit Awards y Q Awards, y en «Mejor Banda en Vivo» en los NME Awards. A finales de 2005, se editó un nuevo DVD: Absolution Tour, conteniendo casi la totalidad del concierto en Glastonbury, además de cuatro canciones más de distintos conciertos de la gira. El DVD obtuvo la certificación de platino en el Reino Unido.

### Black Holes and Revelations(2006-2008)

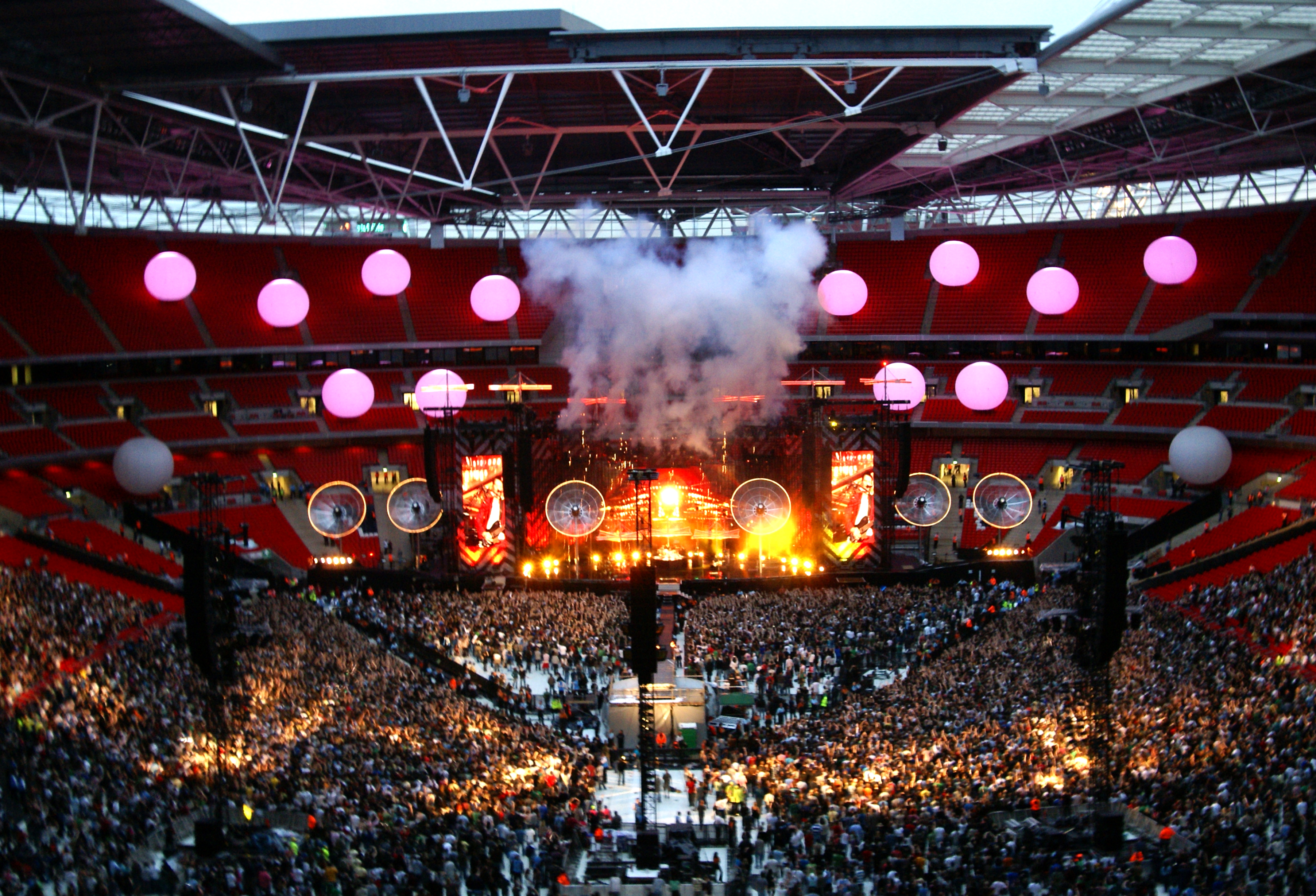
Vista general del escenario de los conciertos ofrecidos en junio de 2007 en el Estadio de Wembley.

Después de unos meses de descanso, la banda regresó a los estudios de grabación en agosto de 2005. El disco, producido nuevamente por Costey, fue titulado Black Holes and Revelations. El álbum salió a la luz en el mercado europeo el 3 de julio de 2006, aunque en Japón fue lanzado el 28 de junio, con el bonus track «Glorious».
El disco fue el mayor éxito comercial de la banda, pero se distanció bastante de sus trabajos anteriores al incluir elementos más electrónicos («Take a Bow», «Supermassive Black Hole»), lo cual fue mal recibido por algunos seguidores. El disco también incluía géneros como el folclore («Soldier's Poem»), el pop («Starlight») o la música latina («City of Delusion», «Hoodoo»). El lado conspiranoico de Bellamy se vio reflejado en temáticas como las invasiones alienígenas o el Nuevo Orden Mundial. El disco cerraba con «Knights of Cydonia», una pista de seis minutos que presenta un paisaje western con robots y alienígenas, y que habla sobre la necesidad de luchar siempre por la libertad. La canción fue inspirada por The Tornados, banda donde el padre de Bellamy, George Bellamy, tocaba la guitarra.
Debido a la creciente complejidad de las pistas y al hecho de ser un trío, Morgan Nicholls comenzó a colaborar con la banda en las presentaciones en vivo, haciéndose cargo de teclados, samples, de algunos coros, rara vez del bajo y de una segunda guitarra.
La gira comenzó el 13 de mayo, con apariciones en radio y televisión. La gira europea comenzó en España y Portugal, seguidamente de una actuación en el Reading Festival. El 4 de diciembre de 2006, Muse anunció que actuarían en el renovado estadio de Wembley, con una capacidad aproximada de 70.000 personas, el 16 de junio de 2007. Debido a que las entradas se agotaron en pocos minutos, la banda anunció un segundo concierto en el mismo recinto el día después. A comienzos de abril volvieron de gira por Norteamérica después de recorrer Oceanía y Asia. En mayo de 2007, Muse retornó a Europa para actuar como cabeza de cartel en festivales de la talla de Pinkpop, Rock am Ring, el FIB Heineken de Benicassim o Rock Werchter. El 17 de marzo de 2008 se editó HAARP en DVD y CD, conteniendo la actuación en vivo en el Estadio de Wembley del 16 y 17 de junio del 2007.

### The Resistance(2009-2011)
Las grabaciones para el quinto álbum comenzaron el 2 de febrero de 2009. En una entrevista con la BBC, Bellamy comentó que el álbum mostraría distintas influencias clásicas y que estaría "muy orquestado". Ese mismo mes, en el foro de la banda declaró: "Hay una nueva canción en tres partes, en la que estuve trabajando esporádicamente durante años, puesto que un gran porcentaje de la composición es orquestal... Estuve arreglando los elementos orquestales yo mismo, lo que está llevando mucho tiempo". El álbum, fuertemente inspirado en la novela distópica 1984 de George Orwell, es considerado el álbum más clásico y sinfónico de la banda, al incluir una sinfonía de 15 minutos, una versión del Nocturne Op. 9 No. 2 de Chopin, e incluso una rendición del aria «Mon cœur s'ouvre à ta voix» de la ópera «Sansón y Dalila» de Camille Saint-Saens. The Resistance fue también el primer álbum en ser producido íntegramente por la banda.

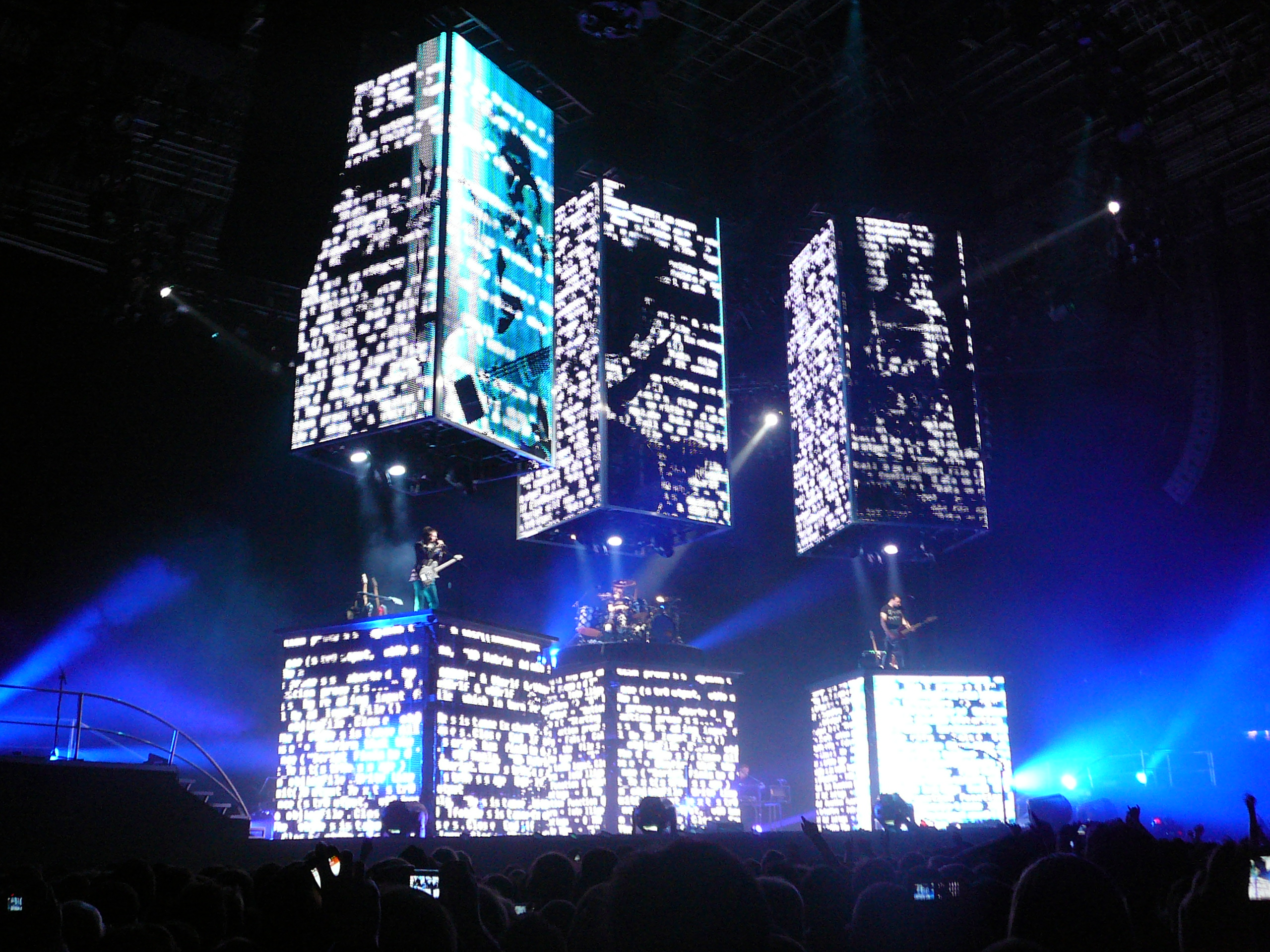
Muse en la National Indoor Arena, Birmingham en noviembre de 2009.

El 24 de marzo de 2009, se anunció en el sitio web de la banda que se iniciaría una nueva gira en otoño en el Reino Unido, Europa y América del Norte. También se informó de que la banda sería la invitada especial en varios de los conciertos que realizaría U2 en América del Norte a lo largo de septiembre. La gira europea comenzó el 30 de octubre en el Hartwall Arena de Finlandia y finalizó el 4 de diciembre en el PalaOlimpico de Turín, Italia. Las 95.000 entradas de la gira se vendieron en pocos minutos desde su puesta en venta el 9 de junio. El 22 de mayo la banda anunció que el título del quinto álbum sería The Resistance y que la fecha de lanzamiento sería el 14 de septiembre de 2009.
El 3 de agosto se pudo escuchar en la BBC Radio 1, el primer sencillo oficial del disco, «Uprising». Este se convirtió en el mayor éxito de Muse en Estados Unidos, llegando al número 1 del Billboard Alternative Songs, y permaneciendo en esa posición durante 17 semanas. También se anunció que se presentarían días antes de la venta del álbum en su lugar natal Teignmouth, donde hacía tiempo que no tocaban, al igual que un día antes estarían presentes en los Video Music Awards de MTV, junto con otras bandas como Green Day. El 28 de noviembre del 2009, durante el concierto que la banda ofreció en el Palacio de Deportes de la Comunidad de Madrid, numerosas cámaras realizaron la grabación del evento para posteriormente editar el videoclip del tercer sencillo del disco, «Resistance», que vio la luz el 14 de enero del 2010 en la web oficial de la MTV. Durante el 2010 grabaron la canción «Neutron Star Collision (Love Is Forever)» que fue incluida en la banda sonora de la película The Twilight Saga: Eclipse, aunque la canción trataba sobre la ruptura de Bellamy con su novia de aquel entonces. Tras permitir que una canción fuera incluida en la banda sonora para una película, Wolstenholme declaró que se sentían un poco «como si hubiésemos vendido nuestra alma».
The Resistance ganó un premio Grammy al "Mejor Álbum Rock" en 2011. A fecha de 2018, The Resistance ha vendido más de 5 millones de copias en todo el mundo, convirtiéndolo en el álbum más exitoso de la banda hasta la fecha.
En agosto de 2011, Muse tocó el álbum Origin of Symmetry al completo en el Reading Festival en homenaje al 10° aniversario del disco.

### The 2nd Law(2012-2014)
En octubre de 2011, el trío volvió a los estudios en Londres para grabar su sexto álbum, también producido por ellos mismos. El 27 de junio de 2012 se estrenó el sencilllo «Survival» en la Radio 1 de la BBC, que fue la canción oficial de los Juegos Olímpicos de Londres 2012. El disco, titulado The 2nd Law, fue lanzado el 1 de octubre de 2012.
En The 2nd Law se destaca un claro punto de inflexión en el sonido de la banda respecto de sus trabajos anteriores, reflejándose en las composiciones de Chris Wolstenholme en donde es también el cantante, y la amplia gama de estilos que abarca, estrenando un sonido dubstep en canciones como «Follow Me» o «Unsustainable», o el estilo funk en «Panic Station». Conceptualmente, el disco trata temas como la sostenibilidad, la física, el colapso de sistemas, la economía global, y la incapacidad del planeta para soportar la vida humana a largo plazo. El título hace referencia a la Segunda Ley de la Termodinámica de Isaac Newton. A pesar de esta temática, The 2nd Law es también uno de los discos más personales de Muse, incluyendo dos canciones de Wolstenholme sobre sus problemas con el alcohol («Liquid State», «Save Me»), una canción sobre la relación caótica entre Bellamy y Kate Hudson («Madness»), y un tema sobre la primera paternidad del cantante («Follow Me»).
En noviembre del mismo año anunciaron la gira europea, Unsustainable Tour, en donde la banda innovó completamente la forma de presenciar sus conciertos. Esta gira consta de escenarios rotantes en forma de pirámide y luces láser que en conjunto lograban un gran espectáculo visual, razón por la cual fueron reconocidos en varias ocasiones como el mejor espectáculo en vivo. El 6 de julio de 2013 se grabó el concierto en el Estadio Olímpico de Roma ante más de 60.963 personas. «Muse: Live at Rome Olympic Stadium» se lanzó en CD/DVD/Blu-Ray el 5 de noviembre de 2013, siendo el primer DVD de un concierto en la historia en ser grabado en formato 4K.
En junio del 2013, se mostraron los avances de la película «Guerra Mundial Z», los cuales incluían el tema «The 2nd law: Isolated System». El canal oficial de Youtube de Muse subió también un vídeo en el que el logo característico de la banda cambiaba a "MUZE". El grupo dio una actuación en vivo en la premiere de la película en Inglaterra.
En 2014, la banda se presentó en el festival Lollapalooza en Brasil e interpretó una versión de «Lithium» de Nirvana, a pesar de que Bellamy tenía laringitis y apenas podía cantar.
El cambio sonoro del disco dio pie a una recepción muy dividida del público, pues muchos fanes alegaban que habían perdido la esencia del rock y de lo que eran antes. Si bien la banda hizo caso omiso ante el éxito comercial del disco, Bellamy acabó confesando años más tarde que estaba decepcionado con el trabajo realizado en The 2nd Law. "Pensábamos que habíamos conseguido tanto con «Uprising» que no podíamos equivocarnos. Obviamente, podíamos".

### Drones(2015-2017)
Después de revelar algunos detalles sobre los planes que tenían para su séptimo álbum de estudio, Drones, la banda oficialmente inició las sesiones de grabación el 3 de octubre del 2014.Esta vez, Muse volvió a colaborar con un productor. En este caso fue John "Mutt" Lange, un productor de rock de renombre, conocido por producir Back in Black de AC/DC. Tras los experimentos de The Resistance y The 2nd Law, Drones es un retorno al hard rock y el rock progresivo. Drones es también el primer álbum conceptual de la banda, explorando la temática de la automatización en la guerra, y narrando el camino de un soldado desde su desajuste con la sociedad e incorporación en el ejército hasta la pérdida total de empatía que acaba causando el fin del mundo. Bellamy explicó: "Para mí, los drones son psicópatas metafóricos que permiten un comportamiento psicopático sin consecuencias." Se trata también de una crítica al programa de drones del gobierno de Obama.
Tras varios meses de noticias a cuentagotas y pequeñas muestras del estudio a través de su cuenta de Instagram, el 12 de marzo de 2015 se publica oficialmente un adelanto del nuevo disco, «Drones». El adelanto fue el sencillo «Psycho», que rápidamente llamó la atención por la vuelta del grupo a un riff pesado y, sobre todo, por el uso de letras explícitas. El 23 de marzo de 2015 se lanzó «Dead Inside», y el disco al completo fue lanzaado el 8 de junio en Reino Unido, y un día más tarde en el resto del mundo.
A lo largo de las 12 canciones que narran el camino del protagonista, encontramos algunas canciones de rock progresivo y metal alternativo («Reapers», «The Handler»), así como la canción más larga de su discografía («The Globalist») y una versión a capela de canto coral a cuatro voces de «Missa Papae Marcelli» de Giovanni Pierluigi da Palestrina («Drones»).
“Drones” contó con una gira mundial de 132 conciertos, además de su participación en festivales como Glastonbury y Download Festival, donde fueron cabeza de cartel. En julio de 2015 se emitió un concierto de la gira llamado "Muse: Drones World Tour" en salas de cine.
Aunque el regreso al rock hizo que el disco fuera mejor recibido por los seguidores de la banda, Drones recibió valoraciones mixtas por parte de la crítica, la cual alabó la instrumentalización, pero criticó el concepto y las letras. En febrero de 2016, Drones ganó el premio Grammy en la categoría "Mejor Álbum de Rock".

### Simulation Theory(2018-2021)
En febrero de 2017, Muse anunció una gira por América del Norte con 30 Seconds to Mars y PVRIS que tendrá lugar más adelante en el año. El proceso de composición, grabación y lanzamiento del álbum fue bastante distinto esta vez, ya que se iban lanzando canciones a medida que se terminaban, sin esperar a finalizar el álbum. El 18 de mayo lanzaron «Dig Down», el cual marcaba un nuevo regreso a la música electrónica. En una entrevista con Zane Lowe, Bellamy anunció que Muse lanzaría un nuevo álbum en 2018. El 15 de febrero de 2018 lanzaron «Thought Contagion», y en julio, «Something Human». Todas estas canciones fueron acompañadas de vídeos musicales con estética retro ochentera y de vaporware. El grupo también contó con la actuación del actor Terry Crews en los vídeos de «Algorithm» y «Pressure». «Simulation Theory» fue producido por múltiples productores, incluyendo Muse, Rich Costey, Mike Elizondo, Shellback y Timbaland, y fue finalmente lanzado el 9 de noviembre de 2018.
Simulation Theory es, junto con The 2nd Law, el disco de Muse que más se aleja del rock, incluyendo electrónica, synthwave, pop e incluso hip hop. No obstante, Simulation Theory es un disco más cohesivo en su temática y estética. Se trata también de un doble álbum, con un segundo disco de versiones alternativas, acústicas o remixes. La portada del disco, idea de Howard, fue diseñada por el artista Kyle Lambert, quien también diseñó la portada de la serie «Stranger Things».
El disco explora la teoría de la simulación del filósofo Nick Bostrom sobre realidades simuladas. Bellamy explicó: "si el poder computacional sigue avanzando a la velocidad actual, llegaremos a un punto en el que seremos capaces de simular las leyes de la física de forma bastante precisa dentro de un ordenador. Me pareció una idea fascinante, especialmente porque estaba jugando a muchos juegos de realidad virtual en ese momento (...) y me pareció fascinante que en un futuro podamos explorar el Universo de una forma virtual, simulada y acorde a las leyes de la física, pero sin que nuestra habilidad para atravesarlo esté limitada por nuestro cuerpo humano".
El Simulation Theory Tour fue una de las giras más ambiciosas de Muse. La tecnología (láseres, inflables gigantes, exoesqueletos, el conocido power glove de Bellamy...) fue el principal foco, pero también tuvieron mucha importancia las personas (bailarines, actores, etc.). Tom Morello, ídolo de Bellamy, se unió a la banda para un rendición de «Break it to me». Para compensar la cantidad de canciones que se desviaban del rock, Muse incluyó un "Metal Medley", en el que tocaban y transicionaban entre varias de sus canciones más pesadas. La gira recaudó más de 100 millones de dólares. Algunos de los conciertos fueron grabados para la película Simulation Theory, que mezclaba escenas de conciertos con escenas ficticias badas en el universo del álbum, e incluía elementos de realidad virtual.

### Will of the People(2022-2023)
En diciembre de 2021, Bellamy inició un Instagram Live donde se le veía conduciendo junto a su hijo mientras escuchaban música. La música en cuestión resultó ser un adelanto de una nueva canción de Muse, «Won't Stand Down». El vídeo se esparció como la pólvora debido a que la canción no solo retornaba a las raíces del rock, sino que iba un paso más allá para acercarse al metal. Muse lanzó la canción oficialmente junto con un vídeo musical el 13 de enero de 2022, logrando superar el millón de visualizaciones en menos de 24 horas.
El 9 de marzo, Muse publicó un clip de 35 segundos de unos bustos gigantes de los miembros de la banda siendo derribados por una multitud enojada.La imagen final acabaría siendo la portada del disco. Unos días más tarde, se lanzó el sencillo «Compliance» y, junto a él, el anuncio de su noveno álbum de estudio Will of the People, con fecha de lanzamiento para el 26 de agosto de 2022. Entre abril y mayo, Muse tocaron tres conciertos íntimos en Exeter y en Londres, con los dos últimos en ayuda a organizaciones benéficas para los civiles afectados de la invasión rusa de Ucrania de 2022. Estos conciertos también marcarían el final de la participación de Morgan Nicholls como músico de apoyo en vivo del grupo, siendo reemplazado por Dan Lancaster en los teclados, percusión y guitarra adicional. El 1 de junio, Muse publicaría el sencillo homónimo del álbum, «Will of the People», y anunciaría una serie de conciertos en teatros alrededor de Europa y Norteamérica para octubre del mismo año, a estas le precederían varios espectáculos en diversos festivales de Europa entre junio y julio, todo en preparación a una eventual gira mundial en 2023.
La idea del álbum nació después de que Warner Bros, discográfica de Muse, les propusiera lanzar un disco recopilatorio con sus mejores canciones. A la banda no le gustó la idea y la rechazaron en pos de seguir creando nueva música. No obstante, la propuesta sumada a la remasterización del álbum Origin of Symmetry, hicieron que Muse echara la vista atrás para estudiar su discografía hasta el momento, buscando qué creían que les había faltado. De aquí nació al idea de hacer un "Best Of" de canciones aun no creadas. Por ejemplo, «Won't Stand Down» y «Kill or Be Killed» surgieron del interés por explorar el metal, un género que solo habían acariciado hasta el momento, «Compliance» es una referencia a sus momentos más poperos y electróncios, y «Liberation» recuerda a «United States of Eurasia» y a la influencia de Queen. Debido a esto, «Will of the People» es uno de los discos más variados de Muse, incluyendo el glam rock, el metal industrial o el synth pop, entre otros. Temáticamente, como muchos de los trabajos creados en esa época, el álbum fue fuertemente inspirado por la pandemia del COVID-19 y sus efectos en el mundo y en las personas. Así pues, «Ghosts» trata sobre la dificultad de seguir adelante tras la pérdida de un ser querido, «Verona» explora el dolor de una pareja separada por la distancia, y «You Make Me Feel Like It's Halloween» recuerda a las víctimas de violencia doméstica atrapadas con sus abusadores durante la cuarentena. El disco también tiene un lugar para la crítica al populismo y al pensamiento grupal.
La gira mundial de Will of the People inició en México en 2022, incluyó la aparición en varios festivales, y finalizó en Malasia en 2023. Con esta gira, Muse logró alcanzar la cifra de 200 millones de dólares recaudados en actuaciones en directo.
Will of the People ganó el premio a "Mejor Rock" en los MTV European Music Awards de 2022, y Muse dedicó el premio y el álbum a «la gente de Ucrania y a las mujeres de Irán que están luchando por su libertad».

### Gira de festivales (2025-presente)
A inicios de 2025, Muse comenzó a anunciar su participación en varios festivales de verano. En un principio, la banda fue contactada para actuar en algunos de estos festivales tras la cancelación de Foo Fighters, pero siguieron confirmando nuevas fechas, como un concierto íntimo en Helsinki. En el mes de febrero, Wolstenholme concedió una entrevista en la que adelantó que la banda planeaba volver al estudio en los próximos dos meses de cara a lanzar un nuevo trabajo en vistas a 2026.
No obstante, en el mes de mayo, el grupo comenzó a insinuar que sus seguidores podrían escuchar nuevo material antes de lo previsto. La banda comenzó a publicar en redes sociales imágenes de los miembros tocando en vivo, acompañadas de frases crípticas como "An insect trapped in amber", "I'm a static hum" o "I'm a fading pulse", lo que generó especulaciones sobre una posible colaboración con la nueva película de Parque Jurásico. Finalmente, durante el concierto de Helsinki del 12 de junio debutaron la que sería su nueva canción: "Unravelling". Una semana más tarde, la canción fue lanzada oficialmente a través de plataformas de streaming y Youtube.
"Unravelling" incorpora varios de los elementos característicos del sonido de Muse, combinando sintetizadores y pasajes electrónicos en la línea de Simulation Theory y The 2nd Law, un estribillo de tono épico similar a temas como Fury y otras canciones de la época de Absolution, y un breakdown de metal que destaca por el uso, por primera vez, de una guitarra de ocho cuerdas. El día anterior al lanzamiento, Matt Bellamy fue entrevistado en BBC Radio 1, donde explicó que la inspiración para la canción surgió tras experimentar con dicha guitarra. Asimismo, reveló que, aunque no habían grabado más material, estaba trabajando en nuevas composiciones en una línea similar con la misma guitarra, sin tener claro todavía si estas formarán parte de un álbum o de un EP.

## Estilo musical
Muse es principalmente una banda de rock alternativo, que incluye elementos de rock progresivo, art rock, hard rock y rock espacial. Debido a los distintos gustos musicales de los miembros, ocasionalmente incluyen otros géneros como la música electrónica, la música clásica y sinfónica, el metal progresivo, el funk o el pop.

### Influencias
Parte del éxito de Muse reside en la gran capacidad interpretativa y compositiva de sus integrantes. Es una banda conocida por abarcar y mezclar diversos géneros y corrientes musicales. Sus influencias originales incluyen artistas como Nirvana, Queen, Iron Maiden, Deftones, Pink Floyd, Rage Against The Machine, Rush, The Smashing Pumpkins, Primus y Jimi Hendrix; además de la influencia de compositores clásicos, especialmente, aquellos de la era romántica, tales como Sergéi Rajmáninov, Franz Liszt, Hector Berlioz y Frédéric Chopin. Adicionalmente, la música latina y la guitarra española también han ejercido una influencia considerable en el sonido de la banda. Bellamy ha citado a Heitor Villa-Lobos y Paco de Lucía como inspiraciones clave en su juventud que le abrieron la mente a nuevos tipos de estructuras de acordes y dinámicas. Posteriormente la banda ha sido influenciada por agrupaciones como U2, Foo Figthers, Depeche Mode, INXS y Lady Gaga.

### Influencias en otros artistas
Muse ha influenciado a diversas bandas de la actualidad, como Dream Theater, Royal Blood, Rammstein, Linkin Park, Coldplay, Bastille, The Warning, Twenty One Pilots, Imagine Dragons, Kaiser Chiefs o 30 Seconds to Mars.

## Miembros
| Miembros actuales - Matt Bellamy – voz, guitarras, teclados, piano, sintetizadores - Dominic Howard – batería, percusión - Chris Wolstenholme – bajo, coros, ocasionalmente teclados y guitarra | Músicos de gira - Morgan Nicholls – guitarras, teclados, sintetizadores, coros, samples, bajo (2004, 2006-2022) - Daniel Newell – trompeta (2006-2008) - Alessandro Cortini – teclados, sintetizadores (2009) - Dan Lancaster – teclados, sintetizadores, guitarras, percusión, coros (2022-presente) |

## Discografía
Álbumes de estudio
- Showbiz (1999)
- Origin of Symmetry (2001)
- Absolution (2003)
- Black Holes and Revelations (2006)
- The Resistance (2009)
- The 2nd Law (2012)
- Drones (2015)
- Simulation Theory (2018)
- Will of the People (2022)

## Giras
- Showbiz Tour (1999-2000)
- Origin of Symmetry Tour (2001-2002)
- Absolution Tour (2003-2004)
- US Campus Invasion Tour 2005 (2005)
- Black Holes and Revelations Tour (2006-2008)
- The Resistance Tour (2009-2011)
- The 2nd Law World Tour (2012-2014)
- Psycho Tour (2015)
- Drones World Tour (2015-2016)
- North American Tour (con 30 Seconds to Mars y PVRIS) (2017)
- Simulation Theory World Tour (2019)
- Will of the People World Tour (2022)